# Nieuwe Hoop (Macau)
Nieuwe Hoop is een politieke partij in de Speciale Bestuurlijke Regio Macau. Macau is een staat waarin politieke partijen geen rol spelen. Desondanks zijn er veel burgerinitiatieven, waardoor er toch verkiezingen zijn. De partij behaalde bij de verkiezingen van 2005 voor de Assembleia Legislativa de Macau 8% van de stemmen, wat goed was voor 1 van de 12 zetels. Sindsdien behaalde de partij bij elke verkiezing afwisselend één of twee zetels.